# Josep Lluís Laguía i Martínez
Josep Lluís Laguía i Martínez   (Pedro Muñoz, 3 de setembre de 1959) és un ciclista castellanomanxec de naixement, però català d'adopció, ja retirat, que fou professional entre 1980 i 1992.
Nascut a Pedro Muñoz (Ciudad Real) el 3 de setembre de 1959, amb només tres anys s'instal·là a Terrassa. Fou un gran escalador especialitzat a guanyar el premi de la muntanya, títol que aconseguí cinc cops a la Volta ciclista a Espanya. En aquesta cursa va guanyar quatre etapes. El 1982 guanyà la Volta al País Basc. A més fou Campió d'Espanya de fons en carretera l'any 1982. Va ser professional des de 1980 a 1993 i va córrer en els següents equips: Reynolds, PDM, Banesto, Lotus-Festina, Paternina i Artiach.
Després de la seva retirada com a ciclista professional ha estat seleccionador de Catalunya de categoria amateur (2 anys), director esportiu del Kelme (4 anys), president de l'Associació de Ciclistes Professionals -ACP- (4 anys), president de l'Associació de Ciclistes Internacional -PCA- (2 anys), president de la Comissió Tècnica de Ciclisme Professional (2 anys), membre de la Comissió de Seguretat per l'Esport -UCI- (1 any) i assessor esportiu de la Volta a Espanya (2 anys).
Entre el 2012 i el 2017 fou un dels directors esportius del Movistar Team.

## Palmarès
- 1980
  - 1r a Manlleu
  - Vencedor d'una etapa a la Vuelta a los Valles Mineros
- 1981
  - 1r dels 3 dies de Navarra
  - 1r a Sant Sebastià
  - 1r a Pamplona
  - 1r del Gran Premi de la Muntanya de la Volta a Espanya
  - Vencedor d'una etapa a la Volta a Astúries
- 1982
  -  Campió d'Espanya de fons en carretera
  - 1r de la Volta al País Basc i 1r del G.P. de la muntanya
  - 1r de la Vuelta a Burgos
  - Vencedor de 3 etapes de la Volta a Espanya i 1r del Gran Premi de la Muntanya
  - Vencedor de 2 etapes a la Volta a Catalunya
  - Vencedor d'una etapa a la Setmana Catalana
  - Vencedor d'una etapa de la Volta a la Costa del Azahar
- 1983
  - 1r de la Volta a Cantàbria
  - 1r del G.P. de Pamplona
  - 1r de la Vuelta a Los Puertos
  - 1r a Terrassa
  - Vencedor d'una etapa a la Volta a Espanya i 1r del Gran Premi de la Muntanya
  - Vencedor d'una etapa a la Volta a Burgos
  - Vencedor d'una etapa a la Volta a Cantàbria
  - 1r del G.P. de la muntanya de la Setmana Catalana
  - 1r del G.P. de la muntanya de la Volta a Catalunya
- 1984
  - 1r al Camp de Morvedre
  - Vencedor d'una etapa a la Vuelta a los Valles Mineros
  - Vencedor d'una etapa a la Midi Libre
  - 1r del G.P. de la muntanya de la Setmana Catalana
- 1985
  - Vencedor d'una etapa a la Volta a Euskadi
  - 1r del Gran Premi de la Muntanya de la Volta a Espanya
- 1986
  - 1r de la Vuelta a la Rioja
  - 1r a Manlleu
  - Vencedor d'una etapa a la Vuelta a los Tres Cantos
  - 1r del Gran Premi de la Muntanya de la Volta a Espanya
- 1988
  - 1r a Àvila
- 1990
  - 1r a Terrassa
- 1991
  - 1r a L'Hospitalet
  - 1r del G.P. de la muntanya de la Volta al País Basc
- 1992
  - 1r a Alquerias

### Resultats a la Volta a Espanya
- 1980. 21è de la classificació general
- 1981. 7è de la classificació general. 1r del Gran Premi de la Muntanya
- 1982. 5è de la classificació general. Vencedor de 3 etapes. 1r del Gran Premi de la Muntanya
- 1983. 24è de la classificació general. Vencedor d'una etapa. 1r del Gran Premi de la Muntanya
- 1984. 19è de la classificació general
- 1985. 27è de la classificació general. 1r del Gran Premi de la Muntanya
- 1986. 25è de la classificació general. 1r del Gran Premi de la Muntanya
- 1987. 29è de la classificació general
- 1988. 17è de la classificació general
- 1989. 44è de la classificació general
- 1990. 23è de la classificació general

### Resultats al Tour de França
- 1983. Abandona (10a etapa)
- 1984. 41è de la classificació general
- 1985. Abandona (9a etapa)
- 1986. 121è de la classificació general
- 1987. 43è de la classificació general

### Resultats al Giro d'Itàlia
- 1988. 17è de la classificació general